# 漫才教室
漫才教室（まんざいきょうしつ）は、朝日放送（ABCラジオ）が1957年7月30日から1961年7月30日まで放送していた聴取者参加型の演芸コンテスト番組。ロート製薬提供。

## 概要

### 沿革
1956年に宝塚新芸座を脱退し、自身のプロダクション「上方演芸」を率いていた漫才作家・秋田實は、新人発掘の場を設けたい意欲を持っていた。一方、朝日放送側も「新しい漫才の可能性を探る」ため、市民が自身の言葉で語る漫才番組の企画を狙っていた。番組は開始直後から高い聴取率を記録し、学生、サラリーマン、幼児など幅広い層の聴取者が参加。その中から数多くプロへ転身した（後述）。彼らは1960年代後半から1970年代前半にかけて以降の漫才界を担うことになった。
秋田はこの番組の期間中、自身の上方演芸と「新生芸能プロ」を合併させ「松竹新演芸」を設立。新人の受け皿を整え、新世代の育成をソフト・ハード両面で担うことになる。
1958年6月、第6回民放祭番組コンクール・演芸娯楽番組部門最優秀賞を受賞した。
一時期、諸般の事情で制作・放送局がMBSラジオに移行していた時期がある。この時のタイトルは「先生も生徒もチイパッパ」。提供は同じくロート製薬であった。

### 内容
毎回一般公募で選ばれた3組が参加し、秋田とともにプロの漫才師が審査・批評する。「合格」した応募者は、初等科（1週目）・中等科（2週目）・高等科（3週目）・卒業試験（4週目）と名付けられた「課題」を勝ち抜いて「進級」していく。
『NHKのど自慢』等、演じている途中に合否判定を下すコンテスト番組が多い中、『漫才教室』では腕前にかかわらず参加者にネタを最後まで演じさせた。
賞金は、初等科合格で2000円、中等科合格で4000円、高等科合格で6000円、卒業試験合格で1万円を獲得することができた。高校生のアルバイトが1日500円だった当時としては高額の賞金であった。「落第」しても、前週の合格時点での賞金が獲得できたので、プロデューサーの狛林利男によれば、「受かる実力があるのに、わざと落ちるワルもいた」という。実弟・マジカルたけしとともに「伊丹の前田兄弟」（後述）として同番組に何度も出演した2代目桂枝雀は獲得賞金で家族が親戚から借りていた借金を返したことを、若井はやとは賞金を一家の生活費に充てていたことをそれぞれ回想している。
卒業コンビのうち、特に実力を認められた者には「研究発表」の場を設け、その後も出演させた。当初は「伊丹の前田兄弟」が評判を取ったために設けた措置であった。研究発表の賞金は5000円で、実質の出演料であった。

### ライブラリー
横浜の放送ライブラリーに1958年の月日不明の放送分が1本所蔵されている（館内聴取のみで、貸し出しはできない）。

## 出演
レギュラー
- 司会 - 松鶴家光晴・浮世亭夢若（開始から1960年10月まで） → 秋山右楽・夏川左楽（1960年10月から終了まで）[1]

光晴・夢若による冒頭の「勉強、勉強!」「何の勉強や」「決まってるやないか、漫才の勉強や!」というやりとりがキャッチフレーズとなっていた。
- 先生（審査委員長） - 秋田實[1]

特別講師（ゲスト審査員）
- 中田ダイマル・ラケット[1]
- 夢路いとし・喜味こいし[2]

他
一般参加者からプロになった人物
- おぼん・こぼん
- 2代目桂枝雀 - 「伊丹の前田兄弟」として実弟・マジカルたけしとともに参加。卒業試験合格
- 6代目桂文枝
- 前田五郎
- マジカルたけし - 「伊丹の前田兄弟」として実兄・2代目桂枝雀とともに参加。卒業試験合格
- 横山やすし - 中学の同級生と出演。卒業試験合格
- ルーキー新一
- レツゴー正児
- 若井ぼん・はやと - 「阿部・中川」名義で出演。高等科落第

## スタッフ
- プロデューサー - 松本昇三 → 狛林利男
- 企画 - 澤田隆治